# Wandance
Wandance (ワンダンス Wandansu?) es una serie de manga japonesa escrita e ilustrada por Coffee. Se publica en la revista de manga seinen Morning Afternoon de Kōdansha desde enero de 2019, y sus capítulos se han recopilado en 13 volúmenes tankōbon a partir de agosto de 2024. Una adaptación televisiva de anime producida por Madhouse y Cyclone Graphics está programada para estrenarse en octubre de 2025.

## Personajes
Kaboku Kotani (小谷花木 Kotani Kaboku?)
 Seiyū: Koki Uchiyama
Hikari Wanda (湾田光莉 Wanda Hikari?)
 Seiyū: Hina Yōmiya
On Miyao (宮尾 恩 Miyao On?)
 Seiyū: Ayaka Suwa
Iori Itsukushima (厳島 伊折 Itsukushima Iori?)
 Seiyū: Toshiki Masuda
Gaku Kabeya (壁谷 楽 Kabeya Gaku?)
 Seiyū: Yuma Uchida
Usen Takumi (巧 宇千 Takumi Usen?)
 Seiyū: Yū Hayashi
Assei (アッセイ?)
 Seiyū: Chikahiro Kobayashi

## Contenido de la obra

### Manga
Wandance está escrita e ilustrada por Coffee y comenzó en la revista de manga seinen de Kōdansha Morning Afternoon, el 25 de enero de 2019. Kodansha ha recopilado sus capítulos en volúmenes tankōbon individuales. El primer volumen se publicó el 23 de mayo de 2019. Al 22 de agosto de 2024, se han publicado 13 volúmenes.
Kodansha USA anunció el lanzamiento en inglés del manga en América del Norte, y el primer volumen se lanzará el 28 de junio de 2022.
| Volúmenes de manga publicados | Volúmenes de manga publicados | Volúmenes de manga publicados |
| Número                        | Fecha de lanzamiento          | ISBN                          |
| ----------------------------- | ----------------------------- | ----------------------------- |
| 1                             | 23 de mayo de 2019            | ISBN 978-4-06-515483-0        |
| 2                             | 22 de noviembre de 2019       | ISBN 978-4-06-517482-1        |
| 3                             | 22 de mayo de 2020            | ISBN 978-4-06-519455-3        |
| 4                             | 23 de septiembre de 2020      | ISBN 978-4-06-520724-6        |
| 5                             | 23 de marzo de 2021           | ISBN 978-4-06-522662-9        |
| 6                             | 22 de septiembre de 2021      | ISBN 978-4-06-524817-1        |
| 7                             | 22 de febrero de 2022         | ISBN 978-4-06-526862-9        |
| 8                             | 22 de junio de 2022           | ISBN 978-4-06-527862-8        |
| 9                             | 22 de octubre de 2022         | ISBN 978-4-06-529496-3        |
| 10                            | 21 de febrero de 2023         | ISBN 978-4-06-530562-1        |
| 11                            | 22 de septiembre de 2023      | ISBN 978-4-06-531974-1        |
| 12                            | 23 de abril de 2024           | ISBN 978-4-06-535023-2        |
| 13                            | 22 de agosto de 2024          | ISBN 978-4-06-536467-3        |

### Anime
En agosto de 2024, se anunció que el manga recibirá una adaptación televisiva de anime. La serie está producida por Madhouse y Cyclone Graphics, dirigida por Michiya Kato, presenta a Riehata como productora de danza. Está previsto que se estrene en octubre de 2025 en el bloque de programación IMAnimation W de TV Asahi y sus afiliadas. La serie se transmitirá en Disney+ en todo el mundo.

## Recepción
En 2020, el manga fue uno de los 50 nominados para el sexto Next Manga Awards. Fue una de las obras recomendadas por el jurado en el 24º Festival de Artes Mediáticas de Japón en 2021, y en la 25ª edición en 2022.